# Ohulci
Ohulci (ukr. Огульці) – wieś na Ukrainie, w obwodzie charkowskim, w rejonie bogoduchowskim. W 2001 liczyła 1299 mieszkańców, wśród których 1226 wskazało jako ojczysty język ukraiński, 56 rosyjski, 1 węgierski, 11 białoruski, a 5 inny.